# Brandon Mebane
(en) Statistiques sur pro-football-reference
Brandon Jerome Mebane, né le 15 janvier 1985 à Los Angeles, est un américain, joueur professionnel de football américain qui évolue au poste de defensive tackle en National Football League (NFL) pendant treize saisons.
Auparavant, au niveau universitaire, il joue pendant deux saisons (2005 et 2006) pour les Golden Bears de la Californie au sein de la NCAA Division I FBS.
Il se présente ensuite à la draft 2007 de la NFL et y est sélectionné en 85e choix global lors du 3e tour par la franchise des Seahawks de Seattle. Il y reste jusqu'au terme de la saison 2015. En 2016, il est engagé par les Chargers de San Diego qui deviennent les Chargers de Los Angeles en 2017 et se retire du football américain en 2020 après avoir été libéré par les Chargers.

## Biographie

### Carrière professionnelle
Pendant sa saison rookie, il joue en 16 matchs et  enregistre 29 plaquages et 2 sacks.
Le 9 mars 2016, il signe un contrat de trois ans avec les Chargers de San Diego. En semaine 10, il subit une déchirure au biceps et manque le reste de la saison.
Le 13 mars 2019, il signe une prolongation de contrat de deux ans avec les Chargers.
Le 13 mars 2020, il est libéré par les Chargers.
Le 20 novembre 2020, il annonce sa retraite du football américain professionnel.